# Coussapoa orthoneura
Coussapoa orthoneura là loài thực vật có hoa trong họ Tầm ma. Loài này được Standl. mô tả khoa học đầu tiên năm 1937.